# 17 septembre 1964
Le jeudi 17 septembre 1964 est le 261e jour de l'année 1964.

## Naissances
- Béatrice Santais, femme politique française
- Dariusz Bayer, joueur de football polonais
- Luc Roosen, coureur cycliste belge
- Nathalie Amoratti-Blanc, femme politique monégasque
- Patrick Maïore, rameur français
- Petra Riedel, nageuse
- Richard Pursel, scénariste américain
- Trevor Wooley, mathématicien britannique
- Ursula Karven, actrice allemande
- Vladimir Kolupaev, prêtre catholique et historien russe

## Décès
- Francis Compton (né en 1885), acteur américain
- Jean Ray (né le 8 juillet 1887), conteur et romancier fantastique belge

## Événements
- Création de Oxfam Belgique
- Sortie de la chanson Baby Love de The Supremes
- Sortie du film britannique Goldfinger
- Sortie du film américain Pas de printemps pour Marnie
- Début de la série télévisée italienne Le inchieste del commissario Maigret
- Début de la diffusion de la série télévisée Ma sorcière bien-aimée